# سفين إريك بولسن
سفين إريك بولسن (بالنرويجية البوكمول: Svein Erik Paulsen)‏ (مواليد 30 مارس 1946) هو ملاكم نرويجي، مثّل بلاده في الألعاب الأولمبية الصيفية 1972.

## روابط خارجية
سفين إريك بولسن على موقع بوكس ريك (الإنجليزية) (registration required)
- سفين إريك بولسن على موقع أوليمبيديا (الإنجليزية)